# Hans Egidi
Hans Egidi (* 2. Juni 1890 in Crossen an der Oder; † 3. Dezember 1970 in München) war ein deutscher Jurist.

## Leben
Hans Egidi war der Sohn eines Pfarrers. Er machte 1908 sein Abitur 1908 am Joachimsthaler Gymnasium in Berlin und studierte anschließend Rechtswissenschaften an der Friedrich-Wilhelms-Universität Berlin. Während des Studiums wurde er Mitglied des VDSt Berlin.
Er war Einjährig-Freiwilliger beim 2. Garde-Regiment zu Fuß.
Nach dem Staatsexamen nahm er am Ersten Weltkrieg teil und wurde schwer verwundet. Nach dem Krieg arbeitete er in der Reichsverwaltung. Im Jahre 1920 wurde er trotz seines jungen Alters zum Landrat im Kreis Ostprignitz in Brandenburg ernannt. Dieses Amt bekleidete er bis 1933.
1922 heiratete er Hildegard Viebig, mit der er drei Töchter hatte.
Nach der Machtergreifung der Nationalsozialisten wurde er aus politischen Gründen amtsenthoben – er hatte die eigenmächtig in seinem Amt gehisste Hakenkreuzfahne wieder eingeholt. Er wurde als fähiger Verwaltungsbeamter aber zunächst in Schneidemühl und dann in Erfurt als Regierungsvizepräsident eingesetzt. Nachdem er im November 1938 in der Reichspogromnacht Polizeibeamte zum Schutz jüdischer Geschäfte abgestellt hatte, schob man ihn wie viele regimekritische Beamte auf einen Posten im Rechnungshof des Deutschen Reiches in Potsdam ab.
Nach dem Zweiten Weltkrieg wurde er in Potsdam einer der Gründer der dortigen CDU. Von 1946 bis 1948 war er Vorsitzender der CDU Potsdam und Mitglied des Landesvorstandes der CDU Brandenburg. Bei den Landtagswahlen am 20. Oktober 1946 wurde er für die CDU in den brandenburgischen Landtag gewählt. Er übernahm 1946 die Leitung der Finanzverwaltung in Brandenburg.
Hans Egidi widersetzte sich den Versuchen von SED und SMAD zur Gleichschaltung der brandenburgischen CDU. Dieser Konflikt eskalierte, nachdem die SMAD Dezember 1947 den Vorsitzenden der Ost-CDU Jakob Kaiser abgesetzt hatte. Egidi weigerte sich, die von der SMAD vorgelegte Erklärung zu unterzeichnen, er hätte sich von Kaiser distanziert. Im Gegenteil: Egidi sprach sich öffentlich für Kaiser aus. Im Januar 1948 verhafteten die Sowjets ihn. Nach intensiven Bemühungen des Landesvorsitzenden Wilhelm Wolf und des Landtagsabgeordneten Frank Schleusener bei der SED-Spitze wurde Egidi freigelassen; er flüchtete nach West-Berlin.
In der Bundesrepublik Deutschland engagierte er sich in der Exil-CDU und wurde Vizepräsident des niedersächsischen Landesrechnungshofes in Hannover. Gustav Heinemann, damals Innenminister im Kabinett Adenauer I, holte ihn 1949 als Ministerialdirektor und Abteilungsleiter I (Verfassung, Verwaltung, Öffentliche Sicherheit) in das Bundesministerium des Innern, in dem er die Sicherheitsorgane der neuen Bundesrepublik aufbauen sollte. In dieser Funktion war er wesentlich am Aufbau des Bundesgrenzschutzes, des Bundeskriminalamtes und des Verfassungsschutzes beteiligt. Zugleich war Egidi ein Einflussagent ersten Ranges der Organisation Gehlen (Org.). Er lieferte wichtige Informationen über Entscheidungen im Ministerium und hatte sich bereiterklärt, die Wünsche der Org. bei der Besetzung von Dienstposten der westdeutschen Sicherheitsbehörden zu berücksichtigen.
Egidi wurde am 29. April 1955 Präsident des Bundesverwaltungsgerichts in Berlin und ging am 30. Juni 1958 mit Erreichen der Altersgrenze in den Ruhestand.
Egidi trat 1955 der Gesetzlosen Gesellschaft zu Berlin bei und wurde 1959 zudem zum Vorsitzenden des Vereins für das Deutschtum im Ausland gewählt.

## Ehrungen
- Silbernes Verwundetenabzeichen
- Eisernes Kreuz I. und II. Klasse
- Verdienstorden der Bundesrepublik Deutschland, Großes Verdienstkreuz mit Stern und Schulterband[3]